# 이정규의 정규방송
이정규의 정규방송은 JTV MAGIC FM에서 개그맨 겸 가수 이정규가 진행하는 전북 전지역에 송출되는 프로그램이다. 2020년 5월 11일부터 2021년 12월 31일까지 1년간 방송했다.
| JTV MAGIC FM        |                                                        |                                                      |
| 이전                | 이정규의 정규방송 (월~토) 미르의 테마뮤직오디세이 (일) | 다음                                                 |
| 두시탈출 컬투쇼     | 이정규의 정규방송 (월~토) 미르의 테마뮤직오디세이 (일) | 장혜라의 행복발전소 (월~토) 스포츠 익스프레스 (일)   |
| 오후 2시 ~ 오후 4시 | 오후 4시 ~ 오후 6시 (월~토) 오후 4시 ~ 오후 6시 (일)   | 오후 6시 ~ 오후 8시 (월~토) 오후 6시 ~ 오후 8시 (일) |
|                     |                                                        |                                                      |